# Xynias cynosema
Xynias cynosema är en fjärilsart som beskrevs av William Chapman Hewitson 1874. Xynias cynosema ingår i släktet Xynias och familjen Riodinidae. Inga underarter finns listade i Catalogue of Life.